# Colletes ebmeri
Colletes ebmeri är en biart som beskrevs av Kuhlmann 2002. Colletes ebmeri ingår i släktet sidenbin, och familjen korttungebin. Inga underarter finns listade i Catalogue of Life.